# برونو باولو
برونو باولو (بالبرتغالية: Bruno Paulo Barbosa‏) (14 فبراير 1990 بريو دي جانيرو في البرازيل - ) هو لاعب كرة قدم برازيلي في مركز الوسط. لعب مع سانتو أندريه ونادي بالميراس ونادي باهيا ونادي فاسكو دا غاما ونادي فلامنغو وDesportivo Brasil ‏ ونادي لاجيادينزي وريد بول برازيل.

## وصلات خارجية
- برونو باولو على موقع قاعدة بيانات كرة القدم.إي يو (الإنجليزية)
- برونو باولو على موقع Soccerway.com (الإنجليزية)
- برونو باولو على موقع عالم كرة القدم.نت (الإنجليزية)